# Municipio de Pickard
El municipio de Pickard (en inglés: Pickard Township) es un municipio ubicado en el condado de Sheridan en el estado estadounidense de Dakota del Norte. En el año 2010 tenía una población de 28 habitantes y una densidad poblacional de 0,3 personas por km².

## Geografía
El municipio de Pickard se encuentra ubicado en las coordenadas 47°27′51″N 100°37′21″O / 47.46417, -100.62250. Según la Oficina del Censo de los Estados Unidos, el municipio tiene una superficie total de 93.34 km², de la cual 90,19 km² corresponden a tierra firme y (3,37 %) 3,15 km² es agua.

## Demografía
Según el censo de 2010, había 28 personas residiendo en el municipio de Pickard. La densidad de población era de 0,3 hab./km². De los 28 habitantes, el municipio de Pickard estaba compuesto por el 100 % blancos. Del total de la población el 0 % eran hispanos o latinos de cualquier raza.